# Mangkang Kulon
Mangkang Kulon is een bestuurslaag in het regentschap Semarang van de provincie Midden-Java, Indonesië. Mangkang Kulon telt 3.408 inwoners (volkstelling 2010).